# هارولد کورلندر
هارولد کورلندر (زاده ۱۸ سپتامبر ۱۹۰۸ – درگذشته ۱۵ مارس ۱۹۹۶) رمان‌نویس ، فولکلورشناس ، و مردم‌شناس آمریکایی و متخصص در مطالعه زندگی هائیتی بود. کورلندر، نویسنده 35 کتاب و نمایشنامه و مقالات علمی متعدد، در مطالعه فرهنگ های آفریقایی ، کارائیب ، آفریقایی-آمریکایی بود و در مطالعه بومیان آمریکا تخصص داشت. او علاقه خاصی به ادبیات شفاهی ، فرقه ها و ارتباطات فرهنگی آفریقایی-آمریکایی ها با آفریقا داشت. در ایران سیمین دانشور کتاب همراه آفتاب از کورلندر را ترجمه و منتشر کرده است.

## کتابشناسی  منتخب

### رمان ها
- کابالرو ، 1940.
- دنیای قدیمی بزرگ ریچارد کریکز ، 1962، 1990.
- آفریقایی ، 1967، 1977، 1993.
- Mesa of Flowers ، 1977، 2006.
- The Master of the Forge ، 1983، 1996.
- پسر پلنگ ، 1974، 2002.
- روایت بوردو ، 1988، 1990.
- سفر مردم روباه خاکستری (نشر مجدد The Mesa of Flowers )، 1977، 2006.

### غیر داستانی
- گنجینه ای از فولکلور آفریقا ، 1975، 1995.
- گنجینه ای از فولکلور آفریقایی-آمریکایی ، 1976، 1995.
- Tales of Yoruba Gods and Heroes ، 1973، 1974، 2001.
- The Heart of the Ngoni: Heroes of the African Kingdom of Segu (با عثمان ساکو)، 1982.
- طبل و بیل: زندگی و سرگذشت مردم هائیتی ، 1960، 1985، 1988.
- موسیقی محلی سیاه پوست، ایالات متحده آمریکا ، 1963، 1992.
- آواز هائیتی ، 1939، 1973.
- برف بزرگ (با آلبرت یاوا )، 1978، 1982.
- صداهای هوپی: خاطرات، سنت ها و روایت های سرخپوستان هوپی ، 1982.
- آهنگ‌های سیاه‌پوست از آلاباما (موسیقی رونویسی شده توسط جان بنسون بروکس)، 1960، 1963، 1988.
- دنیای چهارم هوپی ها، 1971، 1987، 1999.
- شکل دادن به زمان ما: آنچه که سازمان ملل هست و انجام می دهد، 1960.
- وودون در فرهنگ هائیتی (در دین و سیاست در هائیتی )، 1966.
- در باب شناخت گونه های انسانی، 1960.

- سوئیچ دم گاو و دیگر داستان های غرب آفریقا (با جورج هرتزوگ )، 1947، 1987.
- رقص تکان دادن کلاه و دیگر داستان های اشانتی از غنا ، 1957، 1985.
- اولود شکارچی و داستان های دیگر از نیجریه ، 1968، 1996.
- طبل پادشاه و دیگر داستان های آفریقایی ، 1962، 1990.
- The Crest and the Hide و دیگر داستان های آفریقایی قهرمانان، رؤسای، بردها، شکارچیان، جادوگران و مردم عادی ، 1982.
- آتش در کوه و دیگر داستان های اتیوپی (با گرگ لسلاو)، 1950، 1995.
- مردم ذرت آبی کوتاه: داستان ها و افسانه های سرخپوستان هوپی ، 1970، 1995، 1998.
- سبیل ببر و قصه های دیگر از آسیا و اقیانوسیه ، 1959، 1995.
- Terrapin's Pot of Sense ، 1957، 1985.
- قطعه آتش و دیگر داستان های هائیتی ، 1964، 1992.
- گودال آهک کانچیل و داستان های دیگر از اندونزی ، 1950.
- عمو بوکی از هائیتی ، 1942.
- سوار با خورشید ، 1955، 1983.